# Pogonomelomys mayeri
Espèce
Statut de conservation UICN

 LC  : Préoccupation mineure
Pogonomelomys mayeri est une espèce de rongeur de la famille des Muridés.

## Répartition et habitat
Cette espèce est endémique de la Nouvelle-Guinée, île partagée entre l'Indonésie et la Papouasie-Nouvelle-Guinée. On la trouve entre 400 et 1 500 m d'altitude. Elle vit dans la forêt tropicale humide.